# Bakersfield Jam 2010-2011
La stagione 2010-11 dei Bakersfield Jam fu la 5ª nella NBA D-League per la franchigia.
I Bakersfield Jam arrivarono quarti nella Western Conference con un record di 29-21. Nei play-off persero ai quarti di finale con i Rio Grande Valley Vipers (2-1).

## Roster
| N° | Naz.                   | Ruolo | Sportivo               | Anno | Alt. | Peso |
| -- | ---------------------- | ----- | ---------------------- | ---- | ---- | ---- |
| 7  | Nigeria (bandiera)     | A     | Chukwudiebere Maduabum | 1991 | 206  | 95   |
| 11 | Stati Uniti (bandiera) | C     | Drew Naymick           | 1985 | 208  | 113  |
| 14 | Stati Uniti (bandiera) | G     | Stephen Dennis         | 1987 | 198  | 82   |
| 15 | Stati Uniti (bandiera) | G     | Trey Johnson           | 1984 | 198  | 98   |
| 17 | Stati Uniti (bandiera) | G     | D'Andre Bell           | 1987 | 196  | 100  |
| 21 | Stati Uniti (bandiera) | C     | Luke Zeller            | 1987 | 211  | 111  |
| 24 | Stati Uniti (bandiera) | G     | Jeremy Wise            | 1986 | 185  | 75   |
| 32 | Stati Uniti (bandiera) | GA    | Derrick Byars          | 1984 | 201  | 100  |
| 33 | Stati Uniti (bandiera) | A     | Brandon Wallace        | 1985 | 203  | 102  |
| 34 | Stati Uniti (bandiera) | C     | John Bryant            | 1982 | 201  | 111  |
| 44 | Stati Uniti (bandiera) | A     | Adam Koch              | 1988 | 203  | 111  |
| 99 | Stati Uniti (bandiera) | A     | Tiny Gallon            | 1991 | 208  | 137  |
|    | Stati Uniti (bandiera) | A     | Marqus Blakely         | 1988 | 196  | 102  |
|    | Stati Uniti (bandiera) | G     | Kenny Taylor           | 1982 | 191  | 86   |
|    | Stati Uniti (bandiera) | G     | Willie Warren          | 1989 | 193  | 93   |
|    | Stati Uniti (bandiera) | A     | Devin Ebanks           | 1989 | 206  | 98   |
|    | Belgio (bandiera)      | GA    | Patrick Mutombo        | 1980 | 198  | 95   |
|    | Stati Uniti (bandiera) | AC    | Derrick Caracter       | 1988 | 206  | 125  |

## Staff tecnico
- Allenatore: Will Voigt
- Vice-allenatori: Michael Bree, Eric Minor
- Preparatore atletico: Tim DiFrancesco